# Calathura norvegica
Calathura norvegica är en kräftdjursart som först beskrevs av Sars 1872.  Calathura norvegica ingår i släktet Calathura och familjen Leptanthuridae. Inga underarter finns listade i Catalogue of Life.

## Bildgalleri

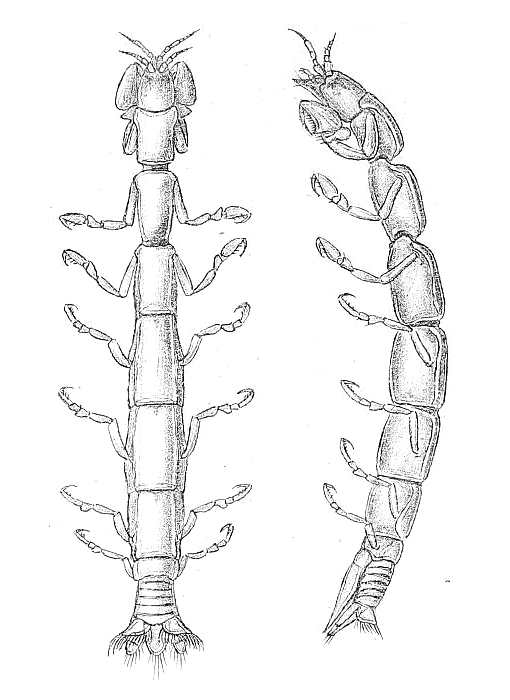